# Finale di Heineken Cup 2009-2010
La finale di Heineken Cup 2009-10 fu la gara di assegnazione del titolo di campione della 15ª edizione della massima competizione europea per club di rugby a 15.
Si tenne il 22 maggio 2010 allo stade de France di Saint-Denis tra Biarritz e Tolosa e vide quest'ultima prevalere con il punteggio di 21-19 e aggiudicarsi il suo quarto titolo di campioni d'Europa.

## Il percorso dei club finalisti

### Biarritz
La squadra franco-basca prevalse in un girone con Gloucester, Glasgow Warriors e Newport Gwent Dragons grazie alla propria partenza senza errori nelle prime quattro partite, costellate da altrettante vittorie: dopo l'esordio vittorioso a Glasgow per 22-18, batté in casa Gloucester 42-15 e i Dragons 49-13, questi ultimi sconfitti anche al ritorno 26-8.
La battuta d'arresto in casa del Gloucester 8-23 rimandò la qualificazione, tuttavia perfezionata all'ultimo turno quando gli inglesi persero contro i Dragons e lasciarono via libera a Biarritz che blindò il primo posto al di là dell'ininfluente vittoria interna 41-20 su Glasgow.
Molto combattuto, altresì, il quarto di finale contro gli Ospreys tenutosi in Spagna a San Sebastián: nonostante le tre mete a due per i gallesi, Biarritz sfruttò tutti i calci piazzati a disposizione grazie a Dimitri Yachvili, autore di 10 punti (due trasformazioni e due piazzati) e Damien Traille, che aggiunse 9 punti allo score grazie a tre drop.
Non bastò agli Ospreys il piede di Dan Biggar che realizzò un personale di 13 punti: il risultato finale fu 29-28 per Biarritz, anche se gli Ospreys recriminarono per una punizione non fischiata a tempo scaduto dall'arbitro Clancy.
Più sotto controllo la semifinale, giocata sempre in Spagna, tra Biarritz e Munster: gli irlandesi andarono in vantaggio 7-0 con Earls e trasformazione di O'Gara, ma di nuovo Yachvili, in una partita giocata soprattutto con una mischia francese preponderante, realizzò sei calci piazzati e diede alla sua squadra la vittoria per 18-7.

### Tolosa
Anche Tolosa, impegnata contro Cardiff Rugby, Sale Sharks e Harlequins, fu l'unica qualificata del suo girone: dopo il vittorioso esordio interno contro Sale per 36-17, passò a Londra contro gli Harlequins 23-19 e conobbe la sua unica battuta d'arresto a Cardiff per 9-15.
Dopo aver battuto i gallesi, suoi principali inseguitori, nella gara di ritorno 23-7 e averli tenuti a distanza di sicurezza, la qualificazione giunse con le vittorie finali contro Harlequins per 33-21 e Sale per 19-13.
Il quarto di finale di Tolosa fu un derby contro lo Stade français; dopo un avvio promettente dei parigini, passati in vantaggio, Tolosa prese il controllo dell'incontro e chiuse con un netto 42-16 che evidenziò i rapporti di forza tra le due squadre; così come Biarritz con Munster, anche la seconda semifinale fu un incrocio franco-irlandese, contro Leinster campione uscente; l'incontro, sostanzialmente combattuto su un piano di parità (primo tempo 9-6 per i francesi e zero mete), fu risolto da un break alla metà della ripresa con cui Tolosa, sul 9 pari, marcò due mete in quattro minuti che scavarono un solco incolmabile di 14 punti solo parzialmente colmato da Leinster grazie a una meta di Heaslip: 26-16 fu al termine il punteggio con cui Tolosa giunse alla finale.

## La finale

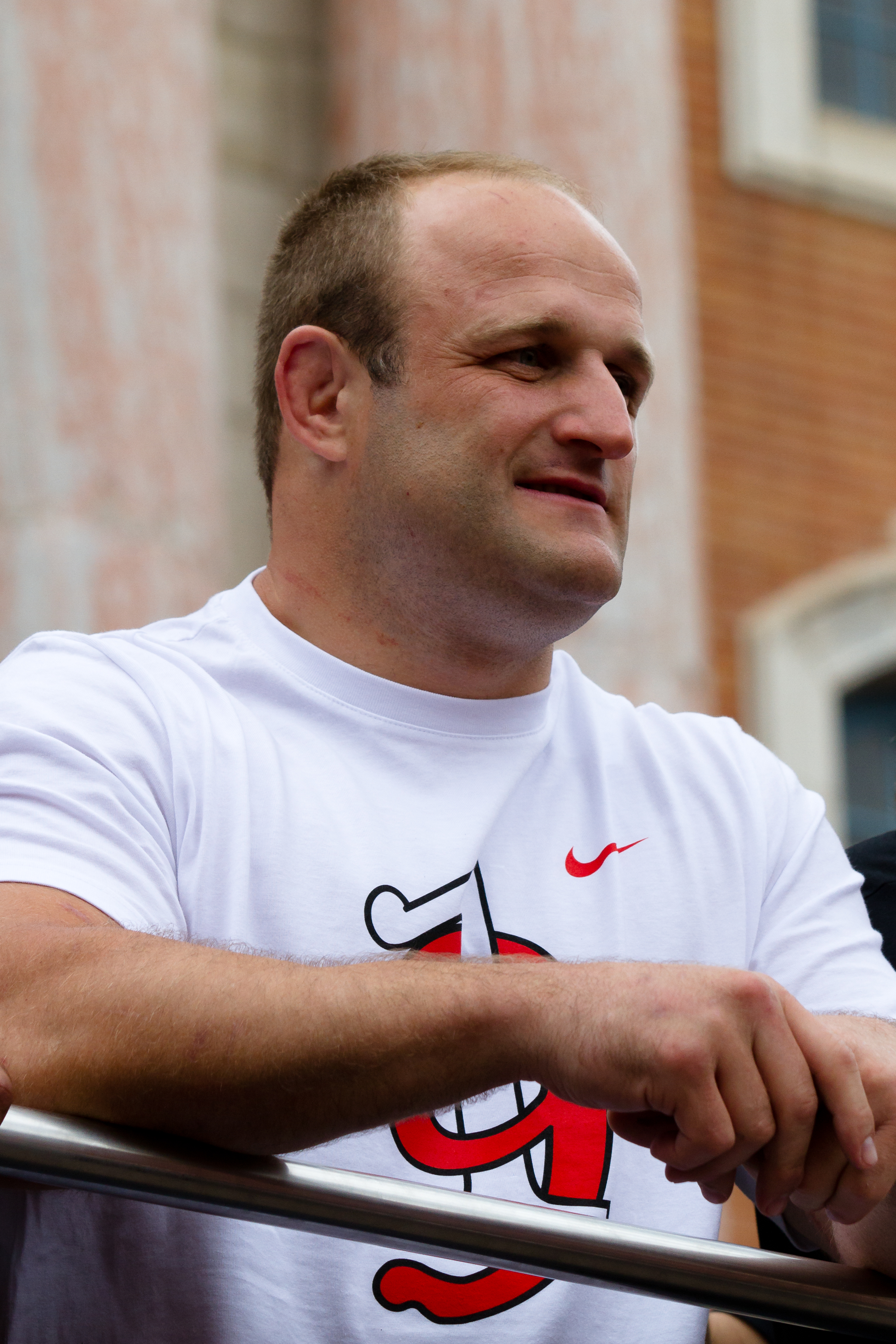
William Servat del Tolosa, MVP della finale

Allo Stade de France Tolosa si presentava per la sesta volta in finale (tre vittorie e due sconfitte il bilancio precedente), mentre Biarritz era alla sua seconda dopo quella del 2006, persa contro Munster.
L'incontro fu affidato all'inglese Wayne Barnes.
Dopo i primi venti minuti di gioco Biarritz conduceva 6-0 grazie a due piazzati di Yachvili, e alla mezz'ora lo scarto era simile, dopo che Fritz aveva accorciato e Yachvili aveva ristabilito le distanze; prima della fine del primo tempo, tuttavia, Skrela pareggiò con due piazzati e Fritz, con un drop, diede a Tolosa il vantaggio di 12-9 su cui si concluse la frazione.
Biarritz non seppe sfuttare una superiorità numerica a inizio ripresa quando Albacete lasciò Tolosa in 14 per un giallo per placcaggio irregolare su August: nei dieci minuti con un uomo in più, infatti, realizzò solo il piazzato susseguente al fallo che portò all'espulsione temporanea e che mise la partita sul 12-12; Skrela riportò Tolosa avanti di 6 con due drop e, a un quarto d'ora dalla fine, realizzò l'ennesimo piazzato per un parziale di 21-12.
A sette minuti dalla fine Hunt marcò l'unica meta dell'incontro che servì solo ad accorciare le distanze fino a -2, perché Tolosa congelò di fatto la partita e non permise più a Biarritz di sviluppare i suoi attacchi e chiuse l'incontro con il punteggio di 21-19.
Il club della Garonna divenne così il primo ad aggiudicarsi quattro titoli di campione d'Europa; per Biarritz si tratta invece, al 2024, della sua più recente finale.
Il tolosano William Servat fu nominato miglior giocatore della finale.

## Tabellino dell'incontro
| Arbitro: | Wayne Barnes |

| |              | |
| Hunt 73’ | mt           | |
| Courrent 73’ | tr           | |
| D. Yachvili 4’, 15’, 28’, 49’ | c.p.         | 21’ Fritz 33’, 36’, 66’ Skrela |
| | drop         | 39’ Fritz 51’, 57’ Skrela |
| · Balshaw · Ngwenya · Mignardi · Hunt · 59’ Gobelet · Peyrelongue · 69’ D. Yachvili · 50’ E. Coetzee · 66’ August · Johnstone · Thion · 59’ Hall · Lund · 59’ Lauret · Harinordoquy | Formazioni   | · Poitrenaud 68’ · Clerc · Fritz · Jauzion · Médard · Skrela · Kelleher · Poux 60’ · Servat 74’ · Lecouls 64’ · Millo-Chluski 58’ · Albacete 48-58’ · Bouilhou · Dusautoir · Sowerby 69’ |
| · 50’ Barcella · 59’ Bidabé · 59’ Carizza · 59’ Faure · 66’ Terrain · 69’ Courrent                                                                                                  | Sostituzioni | · Maestri 58’ · Human 60’ · Johnston 64’ · Heymans 68’ · Picamoles 69’ · Vernet Basualdo 74’                                                                                             |
| Jean-Michel Gonzalez | Allenatori   | Guy Novès |